# Ancinus gaucho
Ancinus gaucho là một loài chân đều trong họ Ancinidae. Loài này được Pires miêu tả khoa học năm 1987.